# مقاطعة فالي (أيداهو)
مقاطعة فالي (بالإنجليزية: Valley County)‏ هي إحدى مقاطعات ولاية أيداهو في الولايات المتحدة الأمريكية.